# Vad Katalin
Vad Katalin (pornószínésznői pályafutása alatt művészneve: Michelle Wild) (Sátoraljaújhely, 1980. január 16. –) magyar sorozatszínész, egykori pornószínész. Elvált (egykori férje Horváth Zoltán vállalkozó, üzletember, bártulajdonos). Egy gyermek édesanyja, Vad-Horváth Málna (sz.: 2004. december 21.).

## Élete
1999-ben fejezte be középiskolai tanulmányait a sátoraljaújhelyi Kossuth Lajos Gimnázium és Szakközépiskolában. Először táncosnőként dolgozott egy éjszakai bárban, majd erotikus telefon-szolgáltatásokkal foglalkozott. Első erotikus filmjét 2001-ben forgatta Sex Opera címmel. Már ekkor is, és későbbi pályája során is a Private Media Group nevű céggel és Kovi-val, az AVN- és Venus-díjas pornófilm rendezővel dolgozott együtt. Olyan, a szakmában híresebb és többször díjazott felnőtt filmeket készített, mint a Menyasszony és Szuka valamint a Paparazzi Szex Titka és több olyan világhírű pornófilm rendezővel dolgozhatott együtt, mint John Leslie és Rocco Siffredi.
2003-ban a Private készített egy félig dokumentumfilmes felnőtt filmet Michelle Wild magánéletével kapcsolatban. A pornográf tartalom mellett a film témája Vad Katalin jövőbeni tervei, vágyai voltak.
Az FHM és Playboy magazinban többször is szerepelt, akár mint címlaplány, de volt saját rovata is a lapnál. Egy időben éjjeli rádiós talkshowt vezetett. Ekkor ismerkedett meg későbbi férjével is, amikor az műsorának vendége volt.
A Jóban Rosszban című tévésorozatban Janovics Ivett ápolónő szerepét alakította miután felhagyott a pornófilm forgatással. Miután megszületett lánya, több interjúban is kijelentette, hogy bár nem tagadja a múltját, a jövőben nem kíván semmilyen formában visszatérni a pornó iparághoz.
2009-ben szerepet kapott A kívülállók című dokumentumfilmben.
A Casting című 2019-es rövidfilmben nyújtott alakításáról elismerően szól a kritika ("minden gesztusa, minden mondata tökéletesen a helyén van"). Ezt követően sokáig nem lehetett hallani róla, egészen 2023-ig, amikor a sajtó figyelt fel rá egy közterületen.
Civilben a Dumaszínházban is dolgozott sminkesként.  

## Filmjei, szerepei
| - A bujaság kertje (2003) - A levegő fenegyerekei - A nő - Az élvezetek nagykövete (2003) - Best of Michelle Wild - Csillagok (2004) - Kalózrádió - Kalózrádió – backstage - Kicsi csibék egyedül - Michelle és Sandra (2002) - Pajkos nyelvecskék - Szexkalózok (2004) - Tinitonik 2. | - Jött egy busz… (2002) - Nomen est Omen, avagy Reszkess Szabó János! (2003) - Jóban Rosszban (tv-sorozat, Janovics Ivett szerepében) - Stricik (2009) - Dobogó kövek (2010) - Casting (2019) - A megátkozott ember (2023) (pultos nő) - A hentes – Michelle Wild felolvasásában (hangoskönyv) |

## Könyve
- Michelle Wild: Jó szeretők (2008) FHM

## Díjai
- Brüsszeli Erotika Fesztivál (2003): Legjobb színésznő
- Venus díj (2003): Legjobb magyar színésznő
- I. Magyar Pornó Oszkár Díj (2003): legjobb pornósztár
- II. Magyar Pornó Oszkár Díj (2004): legjobb pornósztár
- III. AVN award Díj (2002) a legjobb anal szex jelenet